# 佚山
佚山（いつざん、男性、元禄15年（1702年） – 安永7年2月24日（1778年））は、江戸時代中期に活躍した曹洞宗の僧侶、書家・篆刻家・絵師である。今体派の篆刻の一派である初期浪華派に数えられる。印籍を多く刊行した。
森本氏。名は時敏、字は脩来（修来）、号は正蔵、常足道人。元文3年（1738年）の出家後は佚山と名乗り、法諱は黙隠。大坂の人。

## 略伝
若いころから書を新興蒙所の高弟牧夏嶽に学び、ひたすら篆書・隷書をし、門下で最も名を成したという。元文2年（1737年）大学頭林信充に入門。寛延元年（1748年）、長崎に遊学。このときの師は不明であるが沈南蘋風の画法を学ぶ（師系不明）。宝暦4年（1754年）に帰郷し天王寺東門の黄檗宗見友寺に住し後に京都誓願寺中西林庵に移った。
佚山の篆刻は装飾的と評される。趙宦光の『説文長箋』によって篆文の研究を行っている。また、林信充を縁故に自著『古篆論語』・『金剪府』を幕府に献上した。花鳥図・墨竹図に巧みで文房趣味を持っていた。
享年77。京都下立売の法輪寺に葬られる。

## 著書
- 『篆書千字文』
- 『補闕篆体異同歌』
- 『千文異同攷』
- 『古篆論語』
- 『金剪府』（印譜）
- 『修来印譜』
- 『伝家宝狐白』

## 書
- 「篆隷唐詩選書巻」 1巻（元は折帖） 神戸市立博物館蔵
- 「菊書画押絵貼屏風」 二曲一隻 個人蔵 明和7年（1770年） - 鶴亭との合作[1]。

## 絵画
| 作品名                 | 技法     | 形状・員数     | 寸法（縦x横cm）                     | 所有者         | 年代               | 落款 | 備考 |
| ---------------------- | -------- | -------------- | ----------------------------------- | -------------- | ------------------ | --- | ---- |
| 梅に叭々鳥図           | 紙本墨画 | 1幅            | 111.9x45.3                          | 大阪歴史博物館 | 1764年（明和元年） | 「関防印「空者房有」白文長方印・「黙隠之印」白文方印・「佚山」朱文方印・遊印「鶉○而𣫠食」朱文長方印                                            |      |
| 梅に叭々鳥図           | 絹本著色 | 1幅            | 88.8x26.7                           | 大阪歴史博物館 | 1769年（明和6年）  | 関防印「調古神清」白文長方印・「黙隠」白文方印・「佚山道人」朱文方印・遊印「鶉○而𣫠食」朱文長方印                                              |      |
| 花鳥図屏風             | 絹本著色 | 六曲一双押絵貼 | 147.5x55.1                          | 東京国立博物館 | 1764年（宝暦14年） | 款記・右隻「常足道人画」/左隻「宝暦歳次甲申孟夏 六十三翁佚山道人図」 印章・各画面に印文不明白文方印/「佚山」朱文方印/他遊印あり                |      |
| 梅竹に孔雀・松菊に鶴図 | 絹本墨画 | 2幅            | 孔雀図：127.4x50.5 鶴図：127.7x50.6 | 個人           |                    | 関防印「爲無爲」朱文長方印・「黙隠」白文方印・「佚山亦号常足」朱文方印 孔雀図：遊印「橆用之印」朱文方印 鶴図：遊印「非凡夫非不凡夫」朱文長方印 |      |
| 羅漢図                 | 紙本著色 | 双幅           | 162.8x155.0（各）                   | 個人（亀山市） |                    | |      |